# Industria elettronica in Italia
L'industria elettronica ed elettrotecnica in Italia rappresenta un settore di attività dell'industria del paese. Il suo periodo di maggiore espansione e sviluppo è stato quello compreso tra gli anni cinquanta e gli anni settanta del XX secolo, in cui grazie alla produzione di elettronica di consumo, di elettrodomestici e di componenti elettronici, spiccava tra quelle le più prolifiche e tecnologicamente avanzate a livello internazionale.
A partire dagli anni ottanta ha subito un forte ridimensionamento a causa della crisi strutturale e di mercato verificatasi a partire da quel periodo che contribuì alla fine di molte aziende attive nel settore, e in misura minore al processo di delocalizzazione produttiva che l'ha interessata a partire dal XXI secolo con l'avvento dell'economia globalizzata, che ha spostato rapidamente il baricentro industriale in Estremo Oriente. Oggi è caratterizzata dalla presenza di medie e piccole imprese che operano esclusivamente in ambito professionale come fornitrici per altri settori industriali.

## Storia
Le attività manifatturiere nel settore elettrotecnico ed elettromeccanico in Italia sorsero nella seconda metà del XIX secolo, e ciò fu strettamente connesso all'espansione industriale e infrastrutturale del paese, nonché alla diffusione dell'elettricità. La prima impresa italiana a realizzare costruzioni elettriche fu la Tecnomasio Italiano di Milano, attiva dal 1863, che un decennio più tardi, nel 1871, si specializzò nell'elettrotecnica e produsse le prime dinamo su imitazione di quelle inventate da Gramme. La stessa Tecnomasio, nel 1877 costruì la prima lampadina elettrica italiana, e nel 1884 costruì la dinamo del tipo superiore, progettata dal suo direttore l'ingegner Bartolomeo Cabella, che venne in seguito imitata dai costruttori stranieri. Nello stesso periodo, la Ditta ing. Guzzi e Ravizza e la Ditta ing. C. Rivolta, ambedue di Milano, avviarono una collaborazione nella costruzione delle macchine elettriche. Un importante contributo allo sviluppo delle imprese elettriche in Italia fu dato dall'invenzione fatta dallo scienziato Galileo Ferraris, che nel 1885 realizzò il motore elettrico in corrente alternata, che aprì la strada a innumerevoli usi dell'energia elettrica, in particolare nel settore dei trasporti. Altre ditte si specializzarono nella fabbricazione di isolanti elettrici, di cavi elettrici e degli apparecchi elettrici di misura, e pioniere in questo settore in Italia furono la milanese Pirelli (1872) e la torinese Virginio Tedeschi (1888).
Nello stesso periodo e nell'ambito del medesimo settore furono avviate ditte quali la Società Nazionale Officine di Savigliano a Torino (1880), la Società Italiana di Elettricità già Cruto a Genova (1885), la Volpe & Malignani a Udine (1888), la Ercole Marelli & C. a Milano (1891), la Ditta Emilio Belloni a Milano (1891), l'Officina elettrotecnica ing. Morelli, Franco e Bonamico a Torino (1893), la Einstein, Garrone & C. a Pavia (1894), la Brioschi, Finzi & C.  a Milano (1896), la Caramagna & C. a Torino (1896), la Società Edison-Clerici & C. a Milano (1897), la Società Esercizio Bacini a Genova (1898), lo Stabilimento elettrotecnico Ansaldo & C. a Cornigliano (divisione della Ansaldo, 1900) e la Stucchi & C. a Milano (1902). Altre ditte furono costituite grazie a capitali stranieri: la prima fu la Società Generale Italiana di Elettricità Sistema Edison (1884), il cui presidente l'ingegner Giuseppe Colombo, nel 1883 progettò e fece costruire nella città meneghina la Centrale Santa Radegonda, prima centrale termoelettrica italiana e dell'Europa continentale, e la terza al mondo dopo quelle realizzate a Londra e Manhattan. A seguire vi furono ditte come la Società anonima Elettricità Alta Italia a Torino creata su iniziativa della tedesca Siemens & Halske (1896), la Woodhouse & Baillie Riviera Electricity Company a Bordighera fondata dagli inglesi Claude H. Woodhouse e Granville H. Baillie (1899) e la AEG-Thomson Houston Società Italiana di Elettricità, partecipata dalla tedesca AEG e dalla francese Compagnie française Thomson-Houston a Milano (1904).
Accanto allo sviluppo di un'industria nazionale produttrice di energia elettrica e di materiale elettrotecnico, si aggiunsero le scoperte tecnologiche nel campo dell'elettromagnetismo e della radiotelegrafia di inizio XX secolo, con l'impiego di onde hertziane (in cui un contributo importante lo dette l'italiano Guglielmo Marconi), determinanti per l'invenzione della radio. Inizialmente impiegato esclusivamente in ambito militare, a partire dagli anni venti questo mezzo cominciò a diffondersi anche in ambito civile: in Italia le prime trasmissioni radiofoniche furono avviate nel 1924 dall'Unione radiofonica italiana (URI), e contestualmente sorsero imprese specializzate nella produzione e nell'installazione delle impianti per la ricezione del segnale, di apparecchi radioricevitori e della relativa componentistica, così come alcune imprese elettromeccaniche si specializzarono nelle predette produzioni. L'industria radioelettrica italiana partì con molte difficoltà e la produzione era semiartigianale, poiché risentiva degli elevati di costi di produzione e della concorrenza delle aziende straniere, soprattutto tedesche. L'elevato prezzo con cui venivano venduti gli apparecchi rendevano accessibile il loro acquisto solo agli strati più abbienti della popolazione: nel 1926 il numero di abbonati all'URI non superò le 27.000 unità. Due anni più tardi, nel 1928, all'URI subentrò l'EIAR, e si registrò un'impennata del numero di abbonati alla radio, che nel 1931 arrivò a 242.000, una cifra che si presentava modesta agli altri paesi europei.
Tra le aziende a capitale italiano che per prime operarono nell'industria radioelettrica vi furono principalmente le milanesi Allocchio Bacchini, FIMI-Phonola, FIMM (attraverso le consociate Fivre e Radiomarelli), Geloso, Irradio, LESA e SAFAR, le torinesi Magnadyne e Watt Radio, la genovese Capriotti, la bolognese Ducati, la IMCA Radio di Alessandria e la Unda Radio di Dobbiaco. Altri produttori del settore erano invece controllati da stranieri, come la CGE (consociata della statunitense General Electric), la Minerva Italia, la Philips Italiana, La voce del padrone e la Siemens-OLAP, tutti operanti a Milano. Nel 1933, il regime fascista istituì l'Ente Radio Rurale, al fine di diffondere l'uso dei radioricevitori a tutti gli strati della popolazione, compresi i contadini, con cui i radioricevitori venivano venduti a prezzo imposto e con caratteristiche standardizzate, acquistabili solo dagli enti governativi e dagli istituti scolastici o per donazione agli stessi. Le maggiori imprese che operavano in Italia nella produzione di apparecchi radiofonici, sia nazionali che estere, aderirono al progetto della Radio Rurale e costituirono un consorzio denominato Gruppo Costruttori Apparecchi Radio. Il piano fascista di agevolare l'acquisto dei radioricevitori da parte dei cittadini meno abbienti con prezzi economici, portò benefici alle imprese produttrici degli apparecchi poiché videro incrementare notevolmente le vendite, come peraltro dimostrato dall'aumento del numero di abbonati all'EIAR che nel 1939 raggiunse la cifra di 1.149.849 unità. Ciò nonostante però, le imprese italiane non riuscirono ad affrancarsi dalla concorrenza straniera.
La seconda metà degli anni trenta per le imprese elettroniche italiane si caratterizzò non solo per la produzione su scala di apparecchi radiofonici, ma anche per i primi esperimenti nel campo televisivo. Furono in particolare tre le imprese che si cimentarono nel settore in fase nascente, le milanesi Allocchio Bacchini, FIMM e SAFAR, che per prime produssero in Italia i relativi apparecchi. FIMM, la cui attività si sviluppò su impulso del fisico Francesco Vecchiacchi, direttore del suo laboratorio radio, collaborò con la statunitense RCA. Allocchio Bacchini e SAFAR invece collaborarono con la tedesca Telefunken, pioniera del settore in Europa. Anche la Magnadyne di Torino nel 1940 aveva costruito un primo modello di televisore. La produzione in serie degli apparecchi televisivi andò a svilupparsi nel periodo successivo alla fine della Seconda guerra mondiale: in Italia in particolare le aziende elettroniche esistenti si specializzarono nella produzione dei televisori in coincidenza con l'avvio delle prime trasmissioni televisive da parte della RAI, avvenuto nel 1954, e numerose furono anche quelle di nuova costituzione, poiché molti imprenditori attinsero fondi dal Piano Marshall di ricostruzione. Il numero di imprese attive nella produzione di apparecchi radio-televisivi (che oltre a radio e televisori comprendeva anche amplificatori, autoradio, giradischi, ecc.) crebbe rapidamente arrivando nel 1962 a 136 unità, che assieme realizzavano un fatturato di 138,2 miliardi di lire e impiegavano 23.100 lavoratori.
Dopo l'industria nazionale dell'elettronica di consumo e della componentistica elettronica, sempre nel secondo dopoguerra notevole impulso ebbe quella degli elettrodomestici. Già nel periodo antecedente al conflitto numerose imprese si erano specializzate nella produzione dei ferri da stiro e dei fornelli a gas, ma dopo la fine degli anni quaranta le medesime passarono dalla produzione artigianale a quella industriale. In Italia la prima a produrre frigoriferi sul finire degli anni trenta fu la FIAT, in realtà assemblati su licenza della statunitense Westinghouse Electric, e fino al 1951 copriva il 60% della produzione nazionale. Altra azienda attiva in questo tipo di produzione fu la CGE, e poco tempo dopo altre come la Ignis di Comerio, la Zanussi di Pordenone e la Zoppas di Conegliano, specializzate nella produzione di cucine e fornelli a gas, avviarono anch'esse la produzione di frigoriferi. Nel 1946, la ditta OMEF di Monza avviò per prima in Italia la produzione artigianale di lavatrici semiautomatiche con il marchio Candy, che divenne anche la sua ragione sociale. Il boom economico rivoluzionò stili di vita e consumi delle famiglie, e di conseguenza le aziende italiane produttrici di frigoriferi passarono dai 15 del 1953 a circa una sessantina nel 1960, e nello stesso periodo quelle che producevano lavatrici da 5 a 50, ed il numero di operai occupati passò nello stesso periodo da 2.960 a 9.415. I fattori che contribuirono al decollo di questo settore furono l'acquisizione delle tecnologie, l'impiego di materie prime semplici, il basso costo del lavoro, l'enfasi posta su semplificazione e standardizzazione, ed il risultato fu una considerevole diminuzione nei costi e nei prezzi unitari (tra il 1955 e il 1963 ad esempio il prezzo di un frigorifero era dimezzato), con un conseguente stimolo ulteriore alla domanda. Nel 1967, l'Italia con le sue imprese divenne il primo produttore europeo di elettrodomestici superando la Repubblica Federale Tedesca, il secondo a livello mondiale dopo gli Stati Uniti e davanti al Giappone, ed il primo nelle esportazioni avendo registrato una crescita considerevole di quote mercato in Europa. Nel periodo compreso tra il 1950 ed il 1970, la produzione italiana di elettrodomestici era passata dai 150.000 pezzi annuali a 10,5 milioni. La crescita di questo settore riguardò in particolare le aziende Ignis, Zanussi , Zoppas, Castor, Candy e Indesit.
L'espansione dell'industria elettrotecnica ed elettronica italiana nel secondo dopoguerra riguardò perciò in particolare i rami dell'elettronica civile e professionale, e degli elettrodomestici, ma non meno importante fu anche lo sviluppo nei sottosettori dell'informatica, delle telecomunicazioni e della microelettronica. Azienda pioniera in campo informatico fu la piemontese Olivetti, fondata nel 1908 come azienda produttrice di macchine per scrivere, che fece ingresso nel settore elettronico sul finire degli anni cinquanta, e nel periodo 1962-64 sviluppò il primo computer interamente a transistor della storia, l'Olivetti Programma 101, lanciato sul mercato nel 1965, con cui anticipò la statunitense IBM. La Olivetti, che nel 1971 arrivò ad impiegare 73.283 dipendenti e realizzò un fatturato di 465,1 miliardi di lire, divenne una delle protagoniste a livello mondiale nel nascente settore dell'Information Technology (IT). Nell'ambito delle telecomunicazioni spiccò la milanese Telettra, fondata nel 1946, principale azienda privata che si occupava della progettazione e dello sviluppo di tecnologie e produzione di apparati per le telecomunicazioni su portante fisico e in ponte radio, affermatasi a livello mondiale. Nel 1957, assieme ad Olivetti costituì la Società Generale Semiconduttori (SGS), che operava nel settore della progettazione e costruzione di circuiti integrati in particolare diodi e transistor per la produzione di calcolatori e apparecchi per telecomunicazioni. Nel 1972, SGS fu rilevata e assorbita dalla ATES, altra importante realtà della microelettronica italiana attiva dal 1959, e attraverso questa fusione nacque un grande gruppo, la SGS Microelettronica.
Negli anni settanta l'industria elettronica italiana accusò i primi segnali di crisi: più accentuate furono le difficoltà nel sottosettore dell'elettronica di consumo, in cui diverse aziende furono costrette a ridimensionare le proprie attività o a chiudere. Nel periodo 1968-73, il numero di imprese operanti nel comparto crollò da 85 a 60, dimezzato rispetto al decennio precedente, così come il numero dei lavoratori, ridotto a 11.423 unità. Nel 1971, sorsero le società GEPI e SEIMART, a capitale pubblico, che presero in carico i dipendenti di alcune imprese fallite all'epoca come INFIN-Magnadyne, LESA, Condor e DuMont Italiana. A incidere su questa situazione fu la crisi del mercato interno, dovuta principalmente ai seguenti fattori:
- saturazione del mercato, in particolare dei televisori in bianco e nero;
- mancata introduzione della televisione a colori, che negli altri paesi europei, compresi quelli concorrenti come Francia e Germania, era già avvenuta negli anni sessanta;
- mancata attuazione della stereofonia via radio;
- trasmissioni radio scadute di qualità;
- importazioni di radio e registratori dal Sudest asiatico e dal Giappone;
- lievitazione dei costi della manodopera.[34]

La produzione di televisori alla fine del 1973 era pari al 75% dell'intero fatturato del settore, e di questi solo il 23% era rappresentato da televisori a colori (per la massima parte esportati). La mancata introduzione della televisione a colori in Italia, che incise negativamente sull'andamento dell'industria italiana di elettronica civile, era frutto di contrapposizioni che si ebbero a livello politico-istituzionale, tra chi sosteneva l'introduzione del sistema di trasmissione francese SÉCAM e chi sosteneva l'introduzione del sistema tedesco PAL. Questa innovazione tecnologica fu però particolarmente osteggiata dal politico repubblicano Ugo La Malfa, dalla CGIL e dalla FIAT, che consideravano un incentivo ai consumi di carattere voluttuario la spesa per il televisore a colori da parte delle famiglie. La casa automobilistica torinese in particolare, temeva che l'acquisto del televisore a colori potesse distrarre le famiglie da quello della seconda autovettura, e questa sua posizione veniva espressa attraverso il quotidiano di sua proprietà, La Stampa, e in maniera piuttosto accentuata nel periodo in cui lanciava la Fiat 126, il cui prezzo era di poco superiore a quello di un televisore a colori. Le aziende italiane produttrici di televisori come Autovox, Brionvega, IRT-FIRT (controllata dalla tedesca AEG-Telefunken), Grundig Italiana, Philips Italiana e Voxson, dal canto loro erano a favore del sistema PAL. Nel 1975, Indesit e SEIMART svilupparono e brevettarono un sistema di trasmissione a colori alternativo al tedesco PAL e al francese SÉCAM, denominato ISA. Il progetto ISA passò alla Intensa S.p.A., società creata da GEPI, allo scopo di far aderire tutte le aziende italiane che fabbricavano televisori, le quali avrebbero visto ridurre i costi per i diritti brevettuali, naturalmente più elevati per il PAL e il SECAM. RAI e Istituto per le Poste effettuarono prove sperimentali sugli apparecchi dotati di sistema ISA, ma il Consiglio superiore delle Telecomunicazioni stabilì l'adozione del sistema tedesco per l'introduzione della televisione a colori in Italia, avvenuta nel 1977. L'avvio ufficiale delle trasmissioni a colori da parte della RAI nel 1977 si rivelò comunque troppo tardiva: le aziende italiane furono messe in ginocchio dai continui rinvii degli anni precedenti, poiché se da un lato i televisori in bianco e nero essendo obsoleti rimanevano per gran parte invenduti, dall'altra non potevano produrre televisori a colori, salvo fossero stati destinati alle esportazioni. Questa situazione aggravò ulteriormente lo stato di crisi del comparto agli inizi degli anni ottanta, e perciò fu necessario un nuovo intervento dello Stato per tentare di risollevarne le sorti: nel 1982 il Ministero dell'Industria, a seguito di delibera del CIPI, istituì la finanziaria Ristrutturazione Elettronica (REL), con il compito di intervenire nel capitale delle aziende italiane di elettronica in crisi al fine di risanarle finanziariamente. Trentadue furono le aziende interessate dall'intervento REL, che complessivamente impiegavano circa 12.500 lavoratori, e alcune di esse furono costituite assieme a soci privati, come Hantarel, Imperial, Nuova Autovox e Sèleco. L'intervento pubblico dello Stato italiano attraverso REL si rivelò fallimentare: operativa fino al 1992, venne posta in liquidazione, tredici delle trentadue imprese interessate erano in liquidazione o sottoposte a procedura concorsuale, le altre diciannove erano ancora in attività, ma cesseranno le attività negli anni successivi. In un decennio di attività, REL erogò fondi per un totale di 474,1 miliardi di lire. L'industria italiana dell'elettronica civile ne uscì fortemente ridimensionata, e nel periodo compreso tra gli anni novanta e i primi anni duemila, resistettero solo alcune aziende, quali le lombarde Formenti e Mivar, la bolognese Sinudyne e la laziale Videocolor (quest'ultima divenuta prima produttrice europea di cinescopi e controllata dalla francese Thomson-Brandt), e di queste la Mivar in particolare nel 1999 era riuscita a conquistare la leadership di mercato interno dei televisori con una quota del 35%, superando nelle vendite aziende di dimensioni nettamente superiori come Philips e Sony. Nel periodo successivo, fattori come la globalizzazione e la libera circolazione sul mercato dei beni di consumo elettronici di produzione cinese e turca a prezzi concorrenziali, hanno determinato la crisi e la chiusura delle predette aziende, di cui l'ultima in attività è stata Mivar, che nel 2013 aveva prodotto gli ultimi televisori di fabbricazione italiana, e con tecnologia LED.
Nel periodo compreso tra la seconda metà degli anni sessanta e gli inizi degli anni settanta, l'industria italiana degli elettrodomestici fu invece caratterizzata da una fase di ristrutturazione e di assestamento, e da una progressiva saturazione del mercato. Al 1974, il numero di imprese attive nel comparto era di 114 unità, che complessivamente impiegavano circa 48.000 dipendenti, quasi il doppio rispetto al decennio precedente. La capacità produttiva complessiva era in costante aumento, ed in quello stesso anno registrò un valore di 27,4 milioni di pezzi per un fatturato di 935 miliardi di lire, consolidando così la sua posizione di maggiore manifattura continentale del settore. Al contempo si assistette ad un vistoso processo di concentrazione, che vide l'emergere di poche grandi aziende, ovvero Zanussi, Ignis, Indesit, Candy e Industrie Merloni, che assieme controllavano l'80% del mercato interno. Di queste però, Ignis era passata sotto il controllo della Philips nel 1970-72 (che nello stesso periodo aveva rilevato anche l'azienda elettronica FIMI di Saronno). Zanussi, affermatasi come prima industria nazionale degli elettrodomestici, aveva rilevato e assorbito altre aziende del settore quali Becchi, Castor, STICE, Zoppas e altre minori, tuttavia però nel 1972 il 20% del suo capitale passò sotto il controllo della multinazionale tedesca AEG-Telefunken. Anche Candy si era ingrandita rilevando altre imprese operanti nel settore, mentre invece Indesit aveva aperto altri stabilimenti (nel Mezzogiorno), come pure la marchigiana Merloni.  Per quel che concerneva le specifiche categorie di prodotto, Zanussi si confermava leader assoluta di mercato, davanti a Merloni e IRE-Ignis per le cucine, a IRE-Ignis e Indesit per i frigoriferi, a Candy e Indesit per le lavatrici. Un piccolo ma comunque significativo spazio di mercato vedeva la presenza di imprese medio-piccole come la Sangiorgio Elettrodomestici di La Spezia (unica impresa del settore a capitale pubblico, in quanto controllata da IRI-Finmeccanica), la Smeg di Guastalla e la OCEAN di Verolanuova. Il comparto elettrodomestici registrò le prime serie difficoltà dopo la recessione economica del 1975 che interessò l'Occidente: in Italia i valori dell'inflazione erano elevatissimi e provocarono una fortissima contrazione della domanda interna, peraltro ormai limitata alla sostituzione degli apparecchi. Inoltre, l'aumento delle importazioni di elettrodomestici a basso costo prodotti in Europa orientale (in particolare dalla Jugoslavia), determinò un significativo crollo delle quote di mercato a livello europeo per le imprese italiane, che operavano nella fascia di segmento medio-bassa.  Negli anni ottanta avvenne il crac di Indesit e Zanussi, con la seconda che nel 1984 passò sotto il controllo della multinazionale svedese Electrolux. Candy e Merloni Elettrodomestici rimasero gli unici grandi produttori italiani in attività, con la prima che rilevò Zerowatt, mentre la seconda acquisì all'asta fallimentare marchio e attività produttive di Indesit. Entrambe le aziende, negli anni novanta avviarono un processo di espansione e di internazionalizzazione, con l'acquisizione di altre aziende e l'apertura di stabilimenti all'estero, divenendo così delle multinazionali. La Grande recessione del 2007-13, determina l'inizio del periodo di declino per Candy e Indesit Company (denominazione assunta dalla Merloni nel 2005), che passano sotto il controllo straniero: nel 2014, Indesit Company viene rilevata e assorbita dalla statunitense Whirlpool, e quattro anni più tardi Candy passa sotto il controllo della cinese Haier.
Gli altri rami dell'industria elettronica italiana andarono anch'essi in declino con la chiusura delle attività da parte delle aziende negli anni novanta e duemila, salvo alcuni esempi divenuti delle eccellenze. Nel 1987, dalla fusione tra la SGS Microelettronica e la francese Thomson Semiconducteurs, sorse la SGS-Thomson, che dal 1998 assunse la denominazione STMicroelectronics, che fino ai tempi odierni rappresenta uno dei maggiori produttori mondiali di componenti elettronici a semiconduttore, impiegati prevalentemente nell'elettronica di consumo, nell'automotive, nelle periferiche per computer, nella telefonia cellulare e in altri settori industriali. Pressoché indenni furono le imprese operanti in ambito professionale e industriale, attive fino ai nostri giorni.

## Situazione odierna
L'industria elettronica ed elettrotecnica opera in Italia attraverso circa 1.400 imprese, delle quali quasi il 60% sono medie e piccole, che complessivamente occupano oltre 400.000 persone, ed è un comparto che rappresenta il 3,4% del PIL nazionale. Secondo i dati forniti da ANIE nel 2012, i primi dieci comparti sono:
- elettrodomestici per uso civile e professionale che rappresenta il 23,8% del totale;
- produzione di energia elettrica con il 15,9%;
- sistemi di trasmissione movimento e potenza con il 9,8%;
- componenti e sistemi per impianti elettrici con il 7,3%;
- componenti elettronici con il 6,8%;
- dispositivi per l'illuminazione con il 6,2%;
- macchine per l'automazione industriale e sistemi professionali di misura con il 5,7%;
- dispositivi per trasporti ferroviari ed elettrificati con il 4,9%;
- cavi elettrici con il 4,7%;
- distribuzione energia elettrica con il 4%.[59]

Nel 2018, il settore ha registrato un fatturato aggregato di 78 miliardi di euro, di cui un terzo realizzato all'estero. L'industria elettronica ed elettrotecnica italiana rappresenta la terza a livello europeo dopo quelle tedesca e francese.